# الشامية (أسيوط)
قرية الشامية هي إحدى القرى التابعة لمركز ساحل سليم في محافظة أسيوط في جمهورية مصر العربية. حسب إحصاءات سنة 2006، بلغ إجمالي السكان في الشامية 16693 نسمة، منهم 8405 رجل و8288 امرأة.